# Hellas Verona Football Club 2001-2002
Questa voce raccoglie le informazioni riguardanti l'Hellas Verona Football Club nelle competizioni ufficiali della stagione 2001-2002.

## Stagione
Nella stagione 2001-02, Verona divenne la 5ª città a ospitare un derby in Serie A a seguito della promozione del Chievo. Il 4 luglio 2001 Fu annunciato come nuovo allenatore Malesani, noto per aver portato il Chievo in Serie B e conquistato la doppietta continentale con il Parma grazie al suo gioco avveniristico.
L'inizio del campionato fu favorevole a entrambe le formazioni, che a metà novembre si sfidarono: la neopromossa guidava addirittura la classifica, mentre l'Hellas era in corsa per le coppe europee. L'importanza della sfida era tale che si decise di far precedere l'inizio della gara dall'esecuzione dell'inno di Mameli. Gli scaligeri vinsero per 3-2 in rimonta ottenendo il quarto posto: a fine partita, Malesani esultò correndo sotto la curva che ospitava la tifoseria casalinga, venendo aspramente criticato in particolare dai tifosi clivensi. Dal canto suo, il tecnico si difese in uno sfogo rimasto noto negli anni, nel quale dichiarò che "nel calcio bisogna essere fatti di plastica" e aveva comunque detto al collega Delneri che in caso di vittoria avrebbe esultato.
A febbraio la società rinnovò il contratto al mister con la squadra al 7º posto in classifica. L'allenatore ha rivelato anni dopo che in quel periodo, visti i buoni risultati fin lì espressi col Verona, è stato contattato ad allenare il Milan nella stagione successiva, qualora avesse ripetuto le buone prestazioni dell'andata nel girone di ritorno.
Il proseguimento del torneo non risultò altrettanto buono, con la squadra che presto abbandonò le posizioni di vertice: basti pensare che i gialloblù passarono dal 7º posto (che occupavano dopo la 23ª giornata) al 15º e quartultimo posto di fine campionato che finì per condannare gli scaligeri alla retrocessione. Nel girone di ritorno furono infatti ben 11 le sconfitte: tra queste, il 2-1 subìto nella stracittadina di fine marzo. Fu fatale il 3-0 incassato all'ultima giornata contro il Piacenza, diretta concorrente per la salvezza. La retrocessione del Verona nel 2002 è considerata lo spartiacque negativo nella carriera di Malesani: la mancata salvezza in Serie A della squadra della sua città lo ha segnato profondamente, non solo a livello professionale, come ha ammesso in seguito il tecnico stesso.
Il vero motivo di questo clamoroso "harakiri", fu dovuto al fatto che il patron Pastorello smise di pagare gli stipendi e non poté nemmeno versare il bonus salvezza della stagione precedente, in quanto non riceveva più fondi dalla Parmalat del suo superiore Calisto Tanzi. Michele Cossato infatti ha dichiarato:
Ironia della sorte, esattamente vent'anni dopo, il Verona avrebbe disputato un campionato molto simile riuscendo non solo a salvarsi ma lottando inevitabilmente per l'accesso alle coppe europee sotto la guida dell'ex-juventino Igor Tudor.

## Divise e sponsor
Il fornitore di materiale è Lotto, mentre lo sponsor ufficiale è Amica Chips. La terza divisa è basata su quella del 1909, con il colletto a polo chiuso da laccetti.
| Casa | Trasferta | Terza divisa |

## Rosa
| N. |                          | Ruolo | Calciatore              |
| -- | ------------------------ | ----- | ----------------------- |
| 1  | Italia (bandiera)        | P     | Fabrizio Ferron         |
| 2  | Italia (bandiera)        | D     | Massimo Oddo            |
| 3  | Italia (bandiera)        | D     | Carlo Teodorani         |
| 4  | Italia (bandiera)        | C     | Alessandro Mazzola      |
| 5  | Italia (bandiera)        | D     | Natale Gonnella         |
| 6  | Italia (bandiera)        | D     | Marco Zanchi            |
| 7  | Liechtenstein (bandiera) | A     | Mario Frick             |
| 8  | Italia (bandiera)        | C     | Giuseppe Colucci        |
| 9  | Italia (bandiera)        | A     | Alberto Gilardino       |
| 10 | Romania (bandiera)       | A     | Adrian Mutu             |
| 11 | Colombia (bandiera)      | C     | Johnnier Montaño        |
| 12 | Australia (bandiera)     | P     | Jess Vanstrattan        |
| 13 | Argentina (bandiera)     | C     | Mauro Germán Camoranesi |
| 14 | Italia (bandiera)        | D     | Giancarlo Filippini     |
| 15 | Italia (bandiera)        | C     | Vincenzo Italiano       |
| 16 | Italia (bandiera)        | P     | Gianluca Pegolo         |

| N. |                    | Ruolo | Calciatore              |
| -- | ------------------ | ----- | ----------------------- |
| 18 | Italia (bandiera)  | C     | Luca Matteassi          |
| 19 | Italia (bandiera)  | C     | Emiliano Salvetti       |
| 20 | Croazia (bandiera) | D     | Anthony Šerić           |
| 21 | Italia (bandiera)  | C     | Leonardo Colucci        |
| 22 | Italia (bandiera)  | P     | Domenico Doardo         |
| 23 | Brasile (bandiera) | A     | Adaílton Martins Bolzan |
| 24 | Italia (bandiera)  | A     | Michele Cossato         |
| 25 | Italia (bandiera)  | D     | Nicola Diliso           |
| 26 | Italia (bandiera)  | D     | Andrea Dossena          |
| 27 | Italia (bandiera)  | C     | Martino Melis           |
| 28 | Italia (bandiera)  | D     | Paolo Cannavaro         |
| 29 | Italia (bandiera)  | C     | Andrea Cossu            |
| 30 | Italia (bandiera)  | C     | Marco Cassetti          |
| 32 | Italia (bandiera)  | C     | Andrea Pisanu           |
| 74 | Russia (bandiera)  | P     | Ruslan Nigmatullin      |
| 79 | Italia (bandiera)  | D     | Dario Dainelli          |

## Calciomercato

### Sessione estiva
| Acquisti | Acquisti                | Acquisti   | Acquisti                         |
| R.       | Nome                    | da         | Modalità                         |
| -------- | ----------------------- | ---------- | -------------------------------- |
| D        | Paolo Cannavaro         | Parma      | prestito                         |
| D        | Nicola Diliso           | Cagliari   | svincolato                       |
| D        | Anthony Šerić           | Parma      | comproprietà                     |
| D        | Carlo Teodorani         | Milan      | riscatto comproprietà            |
| D        | Marco Zanchi            | Juventus   | prestito                         |
| C        | Mauro Germán Camoranesi | Cruz Azul  | riscatto comproprietà            |
| C        | Giuseppe Colucci        | Bordeaux   | comproprietà                     |
| C        | Andrea Cossu            | Lumezzane  | riscatto comproprietà            |
| C        | Luca Matteassi          | Piacenza   | prestito con diritto di riscatto |
| C        | Marco Piovanelli        | Cittadella | fine prestito                    |
| A        | Elvis Abbruscato        | Livorno    | fine prestito                    |
| A        | Alfredo Aglietti        | Pistoiese  | fine prestito                    |
| A        | Mario Frick             | Arezzo     | definitivo                       |
| A        | Alberto Gilardino       | Piacenza   | riscatto comproprietà            |
| A        | Johnnier Montaño        | Parma      | prestito                         |
| A        | Adrian Mutu             | Inter      | riscatto comproprietà            |

| Cessioni | Cessioni            | Cessioni   | Cessioni              |
| R.       | Nome                | a          | Modalità              |
| -------- | ------------------- | ---------- | --------------------- |
| D        | Luigi Apolloni      |            | fine carriera         |
| D        | Dario Biasi         | Pavia      | prestito              |
| D        | Mario Cvitanović    | Venezia    | definitivo            |
| D        | Marco Franceschetti | Fiorentina | definitivo            |
| D        | Martin Laursen      | Parma      | riscatto comproprietà |
| C        | Claudio Ferrarese   | Cittadella | prestito              |
| C        | Marco Piovanelli    | Pistoiese  | definitivo            |
| A        | Elvis Abbruscato    | Triestina  | prestito              |
| A        | Alfredo Aglietti    | Arezzo     | definitivo            |
| A        | Fabio Alterio       | Torres     | prestito              |
| A        | Emiliano Bonazzoli  | Parma      | fine prestito         |
| A        | Alessandro Sgrigna  | Vicenza    | rinnovo comproprietà  |

### Sessione invernale
| Acquisti | Acquisti           | Acquisti        | Acquisti                         |
| R.       | Nome               | da              | Modalità                         |
| -------- | ------------------ | --------------- | -------------------------------- |
| P        | Ruslan Nigmatullin | Lokomotiv Mosca | definitivo                       |
| D        | Dario Dainelli     | Brescia         | prestito con diritto di riscatto |

| Cessioni | Cessioni           | Cessioni   | Cessioni |
| R.       | Nome               | a          | Modalità |
| -------- | ------------------ | ---------- | -------- |
| D        | Nicola Diliso      | Crotone    | prestito |
| D        | Stefano Todeschini | Poggese    | prestito |
| C        | Andrea Cossu       | Torres     | prestito |
| A        | Marco Fummo        | Poggibonsi | prestito |

## Risultati

### Serie A

#### Girone di andata
| Arbitro: | Farina (Novi Ligure) |

|          |           |              |
| Oddo 75’ | Marcatori | 45+1’ Samuel |

| Arbitro: | Messina (Bergamo) |

|  |           |              |
|  | Marcatori | 67’ Salvetti |

| Arbitro: | Preschern (Mestre) |

|          |           |                     |
| Mutu 81’ | Marcatori | 41’ (rig.) Liverani |

| Arbitro: | Paparesta (Bari) |

|          |           |  |
| Doni 27’ | Marcatori |  |

| Arbitro: | Saccani (Mantova) |

|                            |           |              |
| Gilardino 12’ Gonnella 46’ | Marcatori | 43’ Vugrinec |

| Arbitro: | Pieri (Lucca) |

|  |           |           |
|  | Marcatori | 33’ Fresi |

| Arbitro: | Dondarini (Finale Emilia) |

|  |           |                          |
|  | Marcatori | 43’ (rig.) Oddo 57’ Mutu |

| Arbitro: | Saccani (Mantova) |

|                           |           |                    |
| Di Vaio 57’ Bonazzoli 89’ | Marcatori | 20’ Frick 44’ Mutu |

| Arbitro: | Cesari (Genova) |

|                               |           |                           |
| L. Colucci 10’ Camoranesi 62’ | Marcatori | 78’ Tudor 90+2’ Trezeguet |

| Arbitro: | Trentalange (Torino) |

|                                                 |           |                               |
| Oddo 40’ (rig.) Lanna 70’ (aut.) Camoranesi 73’ | Marcatori | 33’ Luciano 37’ (rig.) Corini |

| Arbitro: | Tombolini (Ancona) |

|                                                               |           |          |
| Ferrante 71’, 89’ Vergassola 75’ Galante 77’ C. Lucarelli 85’ | Marcatori | 11’ Mutu |

| Arbitro: | Rodomonti (Teramo) |

|                |           |  |
| Frick 19’, 46’ | Marcatori |  |

| Arbitro: | Farina (Novi Ligure) |

|                            |           |          |
| Muzzi 83’ (rig.) Pinzi 87’ | Marcatori | 69’ Oddo |

| Arbitro: | Borriello (Mantova) |

|                                        |           |            |
| L. Colucci 22’ Camoranesi 41’ Mutu 73’ | Marcatori | 56’ Crespo |

| Arbitro: | Treossi (Forlì) |

|                               |           |  |
| C. Vieri 18’ Ronaldo 50’, 55’ | Marcatori |  |

| Arbitro: | Racalbuto (Gallarate) |

|                            |           |               |
| Ambrosini 57’ Contra 90+4’ | Marcatori | 70’ Cannavaro |

| Arbitro: | P. Rossi (Ciampino) |

|            |           |  |
| Zanchi 74’ | Marcatori |  |

#### Girone di ritorno
| Arbitro: | Braschi (Prato) |

|                                        |           |               |
| Assunção 54’ Cassano 63’ Batistuta 90’ | Marcatori | 44’, 53’ Mutu |

| Arbitro: | Ayroldi (Molfetta) |

|                      |           |  |
| Bjorklund 16’ (aut.) | Marcatori |  |

| Arbitro: | Saccani (Mantova) |

|                                     |           |           |
| Rezaei 58’ Ahn 66’ Gio. Tedesco 84’ | Marcatori | 17’ Frick |

| Arbitro: | Tombolini (Ancona) |

|                                               |           |          |
| Italiano 9’ Mutu 43’ (rig.) Oddo 90+1’ (rig.) | Marcatori | 80’ Doni |

| Arbitro: | Bolognino (Milano) |

|               |           |           |
| Giacomazzi 5’ | Marcatori | 52’ Frick |

| Arbitro: | Farina (Novi Ligure) |

|  |           |                               |
|  | Marcatori | 31’ Zanetti 57’, 60’ C. Vieri |

| Arbitro: | Trefoloni (Siena) |

|                      |           |               |
| Fresi 78’ Cruz 90+2’ | Marcatori | 75’ Gilardino |

| Arbitro: | Nucini (Bergamo) |

|          |           |                        |
| Mutu 87’ | Marcatori | 26’ Morfeo 83’ Adriano |

| Arbitro: | Gabriele (Frosinone) |

|                 |           |  |
| Mutu 84’ (rig.) | Marcatori |  |

| Arbitro: | Bertini (Arezzo) |

|            |           |  |
| Nedved 39’ | Marcatori |  |

| Arbitro: | Pellegrino (Barcellona Pozzo di Gotto) |

|                     |           |          |
| F. Cossato 44’, 74’ | Marcatori | 13’ Mutu |

| Arbitro: | Saccani (Mantova) |

|  |           |            |
|  | Marcatori | 27’ Franco |

| Brescia 7 aprile 2002, ore 15:00 CEST 30ª giornata | Brescia         | 0 – 0 referto | Verona | Stadio Mario Rigamonti (14 989 spett.)\| Arbitro: \| Treossi (Forlì) \| |
| Arbitro:                                           | Treossi (Forlì) |               |        |                                                                         |

| Arbitro: | Messina (Bergamo) |

|           |           |  |
| Frick 32’ | Marcatori |  |

| Arbitro: | Farina (Novi Ligure) |

|                                                         |           |                                                        |
| Stam 29’ López 32’ (rig.) Stanković 45’, 52’ Crespo 78’ | Marcatori | 10’ Frick 80’ L. Colucci 88’ M. Cossato 90+2’ Adaílton |

| Arbitro: | Farina (Novi Ligure) |

|          |           |                          |
| Mutu 28’ | Marcatori | 65’ F. Inzaghi 82’ Pirlo |

| Arbitro: | Bolognino (Milano) |

|                                  |           |  |
| Volpi 25’ Hubner 46’ (rig.), 84’ | Marcatori |  |

### Coppa Italia

#### Secondo turno
| Arbitro: | Farina (Novi Ligure) |

|              |           |  |
| Zampagna 26’ | Marcatori |  |

| Arbitro: | Nucini (Bergamo) |

|                                          |           |                     |
| Oddo 1’ (rig.), 90’ (rig.) Gilardino 16’ | Marcatori | 70’, 90+1’ Zampagna |

## Statistiche

### Statistiche di squadra
| Competizione | Punti | In casa | In casa | In casa | In casa | In casa | In casa | In trasferta | In trasferta | In trasferta | In trasferta | In trasferta | In trasferta | Totale | Totale | Totale | Totale | Totale | Totale | DR  |
| Competizione | Punti | G       | V       | N       | P       | Gf      | Gs      | G            | V            | N            | P            | Gf           | Gs           | G      | V      | N      | P      | Gf     | Gs     | DR  |
| ------------ | ----- | ------- | ------- | ------- | ------- | ------- | ------- | ------------ | ------------ | ------------ | ------------ | ------------ | ------------ | ------ | ------ | ------ | ------ | ------ | ------ | --- |
| Serie A      | 39    | 17      | 9       | 3       | 5       | 23      | 18      | 17           | 2            | 3            | 12           | 18           | 35           | 34     | 11     | 6      | 17     | 41     | 53     | -12 |
| Coppa Italia | -     | 1       | 1       | 0       | 0       | 3       | 2       | 1            | 0            | 0            | 1            | 0            | 1            | 2      | 1      | 0      | 1      | 3      | 3      | 0   |
| Totale       | 39    | 18      | 10      | 3       | 5       | 26      | 20      | 18           | 2            | 3            | 13           | 18           | 36           | 36     | 12     | 6      | 18     | 44     | 56     | -12 |

### Andamento in campionato
| Giornata  | 1 | 2 | 3 | 4  | 5 | 6 | 7 | 8 | 9 | 10 | 11 | 12 | 13 | 14 | 15 | 16 | 17 | 18 | 19 | 20 | 21 | 22 | 23 | 24 | 25 | 26 | 27 | 28 | 29 | 30 | 31 | 32 | 33 | 34 |
| --------- | - | - | - | -- | - | - | - | - | - | -- | -- | -- | -- | -- | -- | -- | -- | -- | -- | -- | -- | -- | -- | -- | -- | -- | -- | -- | -- | -- | -- | -- | -- | -- |
| Luogo     | C | T | C | T  | C | T | C | T | T | C  | C  | T  | C  | T  | C  | T  | C  | T  | C  | T  | C  | T  | C  | T  | C  | C  | T  | T  | C  | T  | C  | T  | C  | T  |
| Risultato | N | V | N | P  | V | P | P | V | N | N  | V  | P  | V  | P  | V  | P  | V  | P  | V  | P  | V  | N  | P  | P  | P  | V  | P  | P  | P  | N  | V  | P  | P  | P  |
| Posizione | 9 | 7 | 8 | 10 | 7 | 8 | 9 | 7 | 8 | 7  | 7  | 9  | 8  | 8  | 8  | 8  | 8  | 8  | 8  | 8  | 7  | 7  | 7  | 9  | 10 | 8  | 9  | 11 | 11 | 13 | 12 | 12 | 14 | 15 |

Legenda:

Luogo: C = Casa; T = Trasferta. Risultato: V = Vittoria; N = Pareggio; P = Sconfitta.

### Statistiche dei giocatori
Sono in corsivo i calciatori che hanno lasciato la società a stagione in corso.
| Giocatore      | Serie A  | Serie A | Serie A     | Serie A    | Coppa Italia | Coppa Italia | Coppa Italia | Coppa Italia | Totale   | Totale | Totale      | Totale     |
| Giocatore      | Presenze | Reti    | Ammonizioni | Espulsioni | Presenze     | Reti         | Ammonizioni  | Espulsioni   | Presenze | Reti   | Ammonizioni | Espulsioni |
| -------------- | -------- | ------- | ----------- | ---------- | ------------ | ------------ | ------------ | ------------ | -------- | ------ | ----------- | ---------- |
| M. Adaílton    | 3        | 1       | 0           | 0          | 0            | 0            | 0            | 0            | 3        | 1      | 0           | 0          |
| M. Camoranesi  | 29       | 3       | 7           | 0          | 1            | 0            | 0            | 0            | 30       | 3      | 7           | 0          |
| P. Cannavaro   | 24       | 1       | 4           | 1          | 2            | 0            | 0            | 0            | 26       | 1      | 4           | 1          |
| M. Cassetti    | 14       | 0       | 2           | 0          | -            | -            | -            | -            | 14       | 0      | 2           | 0          |
| G. Colucci     | 12       | 0       | 1           | 0          | 1            | 0            | 0            | 0            | 13       | 0      | 1           | 0          |
| L. Colucci     | 26       | 3       | 10          | 0          | 0            | 0            | 0            | 0            | 26       | 3      | 10          | 0          |
| M. Cossato     | 7        | 1       | 0           | 0          | -            | -            | -            | -            | 7        | 1      | 0           | 0          |
| A. Cossu       | -        | -       | -           | -          | -            | -            | -            | -            | -        | -      | -           | -          |
| D. Dainelli    | 13       | 0       | 1           | 0          | -            | -            | -            | -            | 13       | 0      | 1           | 0          |
| N. Diliso      | 1        | 0       | 0           | 0          | 1            | 0            | 0            | 0            | 2        | 0      | 0           | 0          |
| D. Doardo      | 2        | -2      | 0           | 0          | 2            | -3           | 0            | 0            | 4        | -5     | 0           | 0          |
| A. Dossena     | 2        | 0       | 0           | 0          | -            | -            | -            | -            | 2        | 0      | 0           | 0          |
| F. Ferron      | 32       | -43     | 0           | 1          | 1            | 0            | 0            | 0            | 33       | -43    | 0           | 1          |
| G. Filippini   | 8        | 0       | 2           | 1          | 1            | 0            | 0            | 0            | 9        | 0      | 2           | 1          |
| M. Frick       | 24       | 7       | 3           | 0          | 2            | 0            | 0            | 0            | 26       | 7      | 3           | 0          |
| A. Gilardino   | 17       | 2       | 1           | 0          | 2            | 1            | 1            | 0            | 19       | 3      | 2           | 0          |
| N. Gonnella    | 25       | 1       | 7           | 1          | 1            | 0            | 1            | 0            | 26       | 1      | 8           | 1          |
| V. Italiano    | 28       | 1       | 7           | 1          | 1            | 0            | 0            | 0            | 29       | 1      | 7           | 1          |
| L. Matteassi   | 6        | 0       | 1           | 0          | 1            | 0            | 0            | 0            | 7        | 0      | 1           | 0          |
| A. Mazzola     | 17       | 0       | 4           | 0          | 2            | 0            | 0            | 0            | 19       | 0      | 4           | 0          |
| M. Melis       | 9        | 0       | 2           | 0          | 1            | 0            | 0            | 0            | 10       | 0      | 2           | 0          |
| J. Montaño     | 10       | 0       | 0           | 0          | 1            | 0            | 0            | 0            | 11       | 0      | 0           | 0          |
| A. Mutu        | 32       | 12      | 9           | 0          | 2            | 0            | 0            | 0            | 34       | 12     | 9           | 0          |
| R. Nigmatullin | 1        | -3      | 0           | 0          | -            | -            | -            | -            | 1        | -3     | 0           | 0          |
| M. Oddo        | 32       | 5       | 3           | 0          | 2            | 2            | 0            | 0            | 34       | 7      | 3           | 0          |
| G. Pegolo      | 2        | -5      | 0           | 0          | -            | -            | -            | -            | 2        | -5     | 0           | 0          |
| E. Salvetti    | 21       | 1       | 0           | 0          | 1            | 0            | 0            | 0            | 22       | 1      | 0           | 0          |
| A. Seric       | 25       | 0       | 8           | 1          | 2            | 0            | 0            | 0            | 27       | 0      | 8           | 1          |
| C. Teodorani   | 15       | 0       | 4           | 0          | -            | -            | -            | -            | 15       | 0      | 4           | 0          |
| J. Vanstrattan | 0        | 0       | 0           | 0          | -            | -            | -            | -            | 0        | 0      | 0           | 0          |
| M. Zanchi      | 30       | 1       | 6           | 2          | 1            | 0            | 1            | 1            | 31       | 1      | 7           | 3          |